# Gânglio estrelado
O gânglio estrelado (ou gânglio cervicotorácico) é um gânglio simpático formado na maioria das vezes pela fusão do gânglio cervical inferior e do primeiro gânglio torácico. O gânglio estrelado é localizado no nível de C7 (sétima vértebra cervical), anterior ao processo transverso de C7, posterior ao colo da primeira costela, logo acima da artéria subclávia e posteriormente à artéria vertebral.

## Significância clínica
Esse gânglio possui significância clínica já que ele pode ser cortado para diminuir os sintomas exibidos pelo fenômeno de Raynaud e hiperidrose (suor excessivo) das mãos. A injeção de anestésicos locais próximo ao gânglio estrelado pode às vezes diminuir os sintomas de dor mediada simpateticamente como a síndrome do complexo regional dolorosa tipo I (distrofia simpático-reflexa).
O bloqueio do gânglio estrelado também mostra grande potencial como meio de reduzir o número de calorões e despertares à noite sofridos por sobreviventes de câncer de mama e mulheres que sofrem de menopausa.
Algumas complicações associadas com o bloqueio do gânglio estrelado incluem síndrome de Horner, injeção intravenosa ou intra-arterial, disfagia, paralisia da corda vocal, espalhamento epidural de anestesia local e pneumotórax.
O agulhamento do gânglio estrelado com acupuntura é usado na medicina tradicional chinesa para diminuir os sintomas mediados simpaticamente.
O bloqueio do gânglio estrelado também tem sido explorado em cirurgia de bypass coronariana.